# Grammy Award for Best Song Written for Visual Media
Der Grammy Award für Best Song Written für Visual Media (dt. Grammy-Award für den besten Song, geschrieben für visuelle Medien) ist ein Musikpreis, der seit 1988 bei den jährlich stattfindenden Grammy Awards verliehen wird. Der Grammy Award wird an die Songwriter von Liedern aus Filmen, Serien, Videospielen und anderen visuellen Medien verliehen.

## Hintergrund und Geschichte

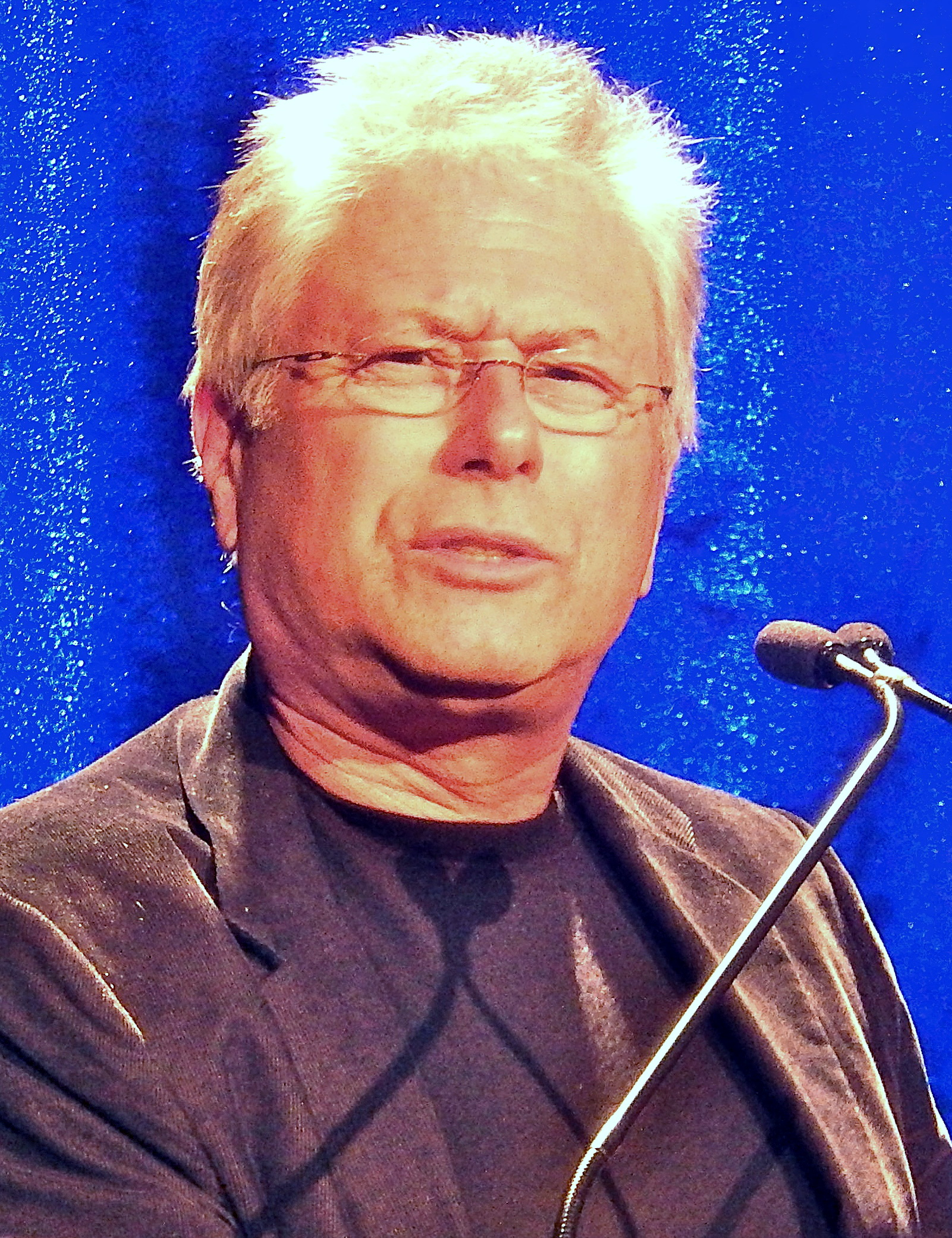
Mit fünf Grammy Awards ist Alan Menken der am meisten ausgezeichnete Autor dieser Kategorie

Die Grammy Awards (eigentlich Grammophone Awards) werden seit 1959 jährlich für künstlerische Leistung, technische Kompetenz und musikalische Gesamtleistung in verschiedenen Kategorien von der National Academy of Recording Arts and Sciences (NARAS) verliehen, unabhängig von der Verkaufszahl des Werkes.
Der Grammy Award für den besten Song, geschrieben für visuelle Medien, ist seit der 30. Grammyverleihung im Jahre 1988 fester Bestandteil der Preisvergabe. Er gehört neben den Preisen für den bester zusammengestellten Soundtrack und für den Besten komponierten Soundtrack zu den drei Auszeichnungen für Musik in visuellen Medien.
Mit fünf Grammy Awards ist Alan Menken der am häufigsten ausgezeichnete Autor. Die meisten Nominierungen hat Diane Warren (10), gefolgt von Alan Menken (9), Babyface (7), James Horner und T Bone Burnett (4) und Madonna, Howard Ashman, Tim Rice und Michael Kamen (3). Sting (3) ist der am häufigsten nominierte Artist ohne Auszeichnung. Stephen Sondheim, Elton John, Elvis Costello und U2 wurden jeweils zweimal ohne Auszeichnung nominiert.
Der Name der Kategorie wurde mehrere Male geändert:
- 1988–1999: Grammy Award for Best Song Written Specifically for a Motion Picture or für Television
- 2000–2011: Grammy Award for Best Song Written for a Motion Picture, Television or Other Visual Media
- seit 2012: Grammy Award for Best Song Written for Visual Media

## Gewinner und Nominierte
| Jahr                 | Komponist / Songwriter                                       | Film/Fernsehen                                       | Lied                                                              | Nominierungen | Quelle |
| -------------------- | ------------------------------------------------------------ | ---------------------------------------------------- | ----------------------------------------------------------------- | --- | ------ |
| 1988                 | James Horner Barry Mann Cynthia Weil                         | Feivel, der Mauswanderer                             | Somewhere Out There                                               | - Das Model und der Schnüffler – Al Jarreau und Lee Holdridge für Moonlighting - Dirty Dancing – Franke Pevite, John DeNicola und Donald Markowitz für (I’ve Had) The Time of My Life - Mannequin – Diane Warren und Albert Hammond für Nothing’s Gonna Stop Us Now - Who’s That Girl – Patrick Leonard und Madonna für Who’s That Girl | [ 2 ]  |
| 1989                 | Phil Collins Lamont Dozier                                   | Buster                                               | Two Hearts                                                        | - 1988 Summer Olympics – Albert Hammond und John Bettis für One Moment in Time - Bright Lights, Big City – Donald Fagen für Century’s End - Cocktail – Mike Love, Terry Melcher, John Phillips und Scott McKenzie für Kokomo - Cry Freedom – George Fenton und Jonas Gwangwa für Cry Freedom | [ 3 ]  |
| 1990                 | Carly Simon                                                  | Die Waffen der Frauen                                | Let the River Run                                                 | - Batman – Prince für Partyman - Eine Wahnsinnsfamilie – Randy Newman für I Love to See You Smile - Shirley Valentine – Auf Wiedersehen, mein lieber Mann – Alan Bergman, Marilyn Bergman und Marvin Hamlisch für The Girl Who Used to Be Me - U2: Rattle and Hum – U2 für Angel of Harlem | [ 4 ]  |
| 1991                 | Alan Menken Howard Ashman                                    | Arielle, die Meerjungfrau                            | Under the Sea                                                     | - Dick Tracy – Stephen Sondheim für More - Dick Tracy – Stephen Sondheim für Sooner or Later - Arielle, die Meerjungfrau – Howard Ashman und Alan Menken für Kiss the Girl - Young Guns II – Jon Bon Jovi für Blaze of Glory | [ 5 ]  |
| 1992                 | Robert John Lange Michael Kamen Bryan Adams                  | Robin Hood – König der Diebe                         | (Everything I Do) I Do It for You                                 | - Home Alone – John Williams und Leslie Bricusse für Somewhere in My Memory - Jungle Fever – Stevie Wonder für Gotta Have You - Switch – Die Frau im Manne – Lyle Lovett für You Can’t Resist It | [ 6 ]  |
| 1993                 | Howard Ashman Alan Menken                                    | Die Schöne und das Biest                             | Beauty and the Beast                                              | - Eine Klasse für sich – Carole King für Now and Forever - Brennpunkt L.A. – Die Profis sind zurück – Michael Kamen, Sting und Eric Clapton für It’s Probably Me - The Mambo Kings – Robert Kraft und Arne Glimcher für Beautiful Maria of My Soul - Fieberhaft – Undercover in der Drogenhölle – Eric Clapton und Will Jennings für Tears in Heaven | [ 7 ]  |
| 1994                 | Alan Menken Tim Rice                                         | Aladdin                                              | A Whole New World                                                 | - Aladdin – Alan Menken und Howard Ashman für Friend Like Me - Bodyguard – David Foster und Linda Thompson für I Have Nothing - Bodyguard – Allan Dennis Rich und Jud Friedman für Run to You - Tina – What’s Love Got to Do with It? – Steve DuBerry, Lulu und Billy Lawrie für I Don’t Wanna Fight | [ 8 ]  |
| 1995                 | Bruce Springsteen                                            | Philadelphia                                         | Streets of Philadelphia                                           | - Eine Familie namens Beethoven – Carole Bayer Sager, Clif Magness und James Ingram für The Day I Fall in Love - Der König der Löwen – Elton John und Tim Rice für Can You Feel the Love Tonight - Der König der Löwen – Elton John und Tim Rice für Circle of Life - Ein genialer Freak – Madonna, Patrick Leonard und Richard Page für I’ll Remember | [ 9 ]  |
| 1996                 | Alan Menken Stephen Schwartz                                 | Pocahontas                                           | Colors of the Wind                                                | - Bad Boys – Harte Jungs – Babyface für Someone to Love - Clockers – Bruce Hornsby und Chaka Khan für Love Me Still - Don Juan DeMarco – Bryan Adams, Michael Kamen und Robert John Lange – für Have You Ever Really Loved a Woman? - Der Pagemaster – Richies fantastische Reise – James Horner, Barry Mann und Cynthia Weil – für Whatever You Imagine | [ 10 ] |
| 1997                 | Diane Warren                                                 | Aus nächster Nähe                                    | Because You Loved Me                                              | - Sabrina – John Williams, Alan Bergman und Marilyn Bergman für Moonlight - Waiting to Exhale – Warten auf Mr. Right – Babyface für Exhale (Shoop Shoop) - Waiting to Exhale – Warten auf Mr. Right – Babyface für It Hurts Like Hell - Waiting to Exhale – Warten auf Mr. Right – Babyface, Michael Houston und Whitney Houston für Count on Me | [ 11 ] |
| 1998                 | R. Kelly                                                     | Space Jam                                            | I Believe I Can Fly                                               | - Con Air – Diane Warren für How Do I Live - Mandela und De Klerk – Zeitenwende – Cédric Gradus Samson für Father of Our Nation - Tage wie dieser … – Jud Friedman, James Newton Howard und Allan Dennis Rich für For the First Time - Soul Food – Babyface für A Song for Mama | [ 12 ] |
| 1999                 | James Horner Will Jennings                                   | Titanic                                              | My Heart Will Go On                                               | - Armageddon – Das jüngste Gericht – Diane Warren für I Don’t Want to Miss a Thing - Stadt der Engel – Alanis Morissette für Uninvited - Mulan – Matthew Wilder und David Zippel für True to Your Heart - James Bond 007 – Der Morgen stirbt nie – Sheryl Crow und Mitchell Froom für Tomorrow Never Dies | [ 13 ] |
| 2000                 | Madonna William Orbit                                        | Austin Powers – Spion in geheimer Missionarsstellung | Beautiful Stranger                                                | - Das große Krabbeln – Randy Newman für The Time of Your Life - Music of the Heart – Diane Warren für Music of My Heart - Der Prinz von Ägypten – Stephen Schwartz und Babyface für When You Believe - Tarzan – Phil Collins für You’ll Be in My Heart | [ 14 ] |
| 2001                 | Randy Newman                                                 | Toy Story 2                                          | When She Loved Me                                                 | - 3 Engel für Charlie – Samuel J. Barnes, Beyoncé Knowles, Jean Claude Olivier und Cory Rooney für Independent Women - Magnolia – Aimee Mann für Save Me - Der Mondmann – Peter Buck, Mike Mills und Michael Stipe für The Great Beyond - Die WonderBoys – Bob Dylan für Things Have Changed | [ 15 ] |
| 2002                 | John Flansburgh John Linnell                                 | Malcolm mittendrin                                   | Boss of Me                                                        | - Ein Königreich für ein Lama – David Hartley und Sting für My Funny Friend and Me - Men of Honor – Brandon Barnes, Brian McKnight für Win - Pearl Harbor – Diane Warren für There You’ll Be - Tiger and Dragon – Jorge Calandrelli, Tan Dun und James Schamus für A Love Before Time | [ 16 ] |
| 2003                 | Randy Newman                                                 | Die Monster AG                                       | If I Didn’t Have You                                              | - Brown Sugar – Erykah Badu, Madukwu Chinwah, ommon, Robert C. Ozuna, James Poyser, Raphael Saadiq und Glen Standridge für Love of My Life (An Ode to Hip-Hop) - Der Herr der Ringe: Die Gefährten – Enya, Nicky Ryan und Roma Ryan für May It Be - Spider-Man – Chad Kroeger für Hero - Vanilla Sky – Paul McCartney für Vanilla Sky | [ 17 ] |
| 2004                 | Christopher Guest Eugene Levy Michael McKean                 | A Mighty Wind                                        | A Mighty Wind                                                     | - 2 Fast 2 Furious – Ludacris und Keith McMasters für Act a Fool - 8 Mile – Jeff Bass, Eminem und Luis Resto für Lose Yourself - Chicago – Fred Ebb und John Kander für I Move On - Gangs of New York – U2 für The Hands That Built America | [ 18 ] |
| 2005                 | Annie Lennox Howard Shore Fran Walsh                         | Der Herr der Ringe: Die Rückkehr des Königs          | Into the West                                                     | - Unterwegs nach Cold Mountain – T-Bone Burnett und Elvis Costello für The Scarlet Tide - Unterwegs nach Cold Mountain – Sting für You Will Be My Ain True Love - Shrek 2 – David Bryson, Adam Duritz, David Immerglück, Matthew Malley und Dan Vickrey für Accidentally in Love - Das große Rennen von Belleville – Benoît Charest und Sylvain Chomet für Belleville Rendez-Vous | [ 19 ] |
| 2006                 | Glen Ballard Alan Silvestri                                  | Der Polarexpress                                     | Believe                                                           | - Six Feet Under – Gestorben wird immer – Arcade Fire für Cold Wind - Charlie und die Schokoladenfabrik – John August und Danny Elfman für Wonka’s Welcome Song - Elizabethtown – Tom Petty für Square One - Hotel Ruanda – Andrea Guerra, Wyclef Jean und Jerry Duplessis für Million Voices | [ 20 ] |
| 2007                 | Randy Newman                                                 | Cars                                                 | Our Town                                                          | - Die Chroniken von Narnia: Der König von Narnia – Imogen Heap für Can’t Take It In - Eine unbequeme Wahrheit – Melissa Etheridge für I Need to Wake Up - The Producers – Mel Brooks für There’s Nothing Like a Show on Broadway - Transamerica – Dolly Parton für Travelin’ Thru | [ 21 ] |
| 2008                 | Siedah Garrett Henry Krieger                                 | Dreamgirls                                           | Love You I Do                                                     | - James Bond 007: Casino Royale – David Arnold und Chris Cornell für You Know My Name - Happy Feet – Prince für Song of the Heart - Into the Wild – Eddie Vedder für Guaranteed - Once – Glen Hansard und Markéta Irglová für Falling Slowly | [ 22 ] |
| 2009                 | Peter Gabriel Thomas Newman                                  | WALL·E – Der Letzte räumt die Erde auf               | Down to Earth                                                     | - Das Beste kommt zum Schluss – John Mayer für Say - Verwünscht – Alan Menken und Stephen Schwartz für Ever Ever After - Verwünscht – Alan Menken und Stephen Schwartz für That’s How You Know - Walk Hard: The Dewey Cox Story – Judd Apatow, Marshall Crenshaw, Jake Kasdan und John C. Reilly für Walk Hard | [ 23 ] |
| 2010 I               | Gulzar A. R. Rahman Tanvi Shah                               | Slumdog Millionär                                    | Jai Ho                                                            | - Wo die wilden Kerle wohnen – Karen O und Nick Zinner für All Is Love - Twilight – Biss zum Morgengrauen – Josh Farro, Hayley Williams und Taylor York für Decode - Cadillac Records – Ian Dench, James Dring, Amanda Ghost, Beyoncé Knowles, Scott McFarnon und Jody Street für Once in a Lifetime - The Wrestler – Ruhm, Liebe, Schmerz – Bruce Springsteen für The Wrestler | [ 24 ] |
| 2011                 | Ryan Bingham T Bone Burnett                                  | Crazy Heart                                          | The Weary Kind                                                    | - Küss den Frosch – Randy Newman und Dr. John für Down in New Orleans - Avatar – Aufbruch nach Pandora – Simon Franglen, Kuk Harrell, James Horner und Leona Lewis für I See You (Theme from Avatar) - True Blood – Lucinda Williams und Elvis Costello für Kiss Like Your Kiss - Treme – Steve Earle für This City | [ 25 ] |
| 2012                 | Alan Menken Glenn Slater                                     | Rapunzel – Neu verföhnt                              | I See the Light                                                   | - Justin Bieber: Never Say Never – Diane Warren für Born to Be Somebody - Family Guy – Ron Jones, Seth MacFarlane und Danny Smith für Christmastime Is Killing Us - Winnie Puuh – Zooey Deschanel für So Long - Footloose – Zac Brown, Wyatt Durrette, Drew Pearson und Anne Preven für Where the River Goes - Burlesque – Diane Warren für You Haven’t Seen the Last of Me | [ 26 ] |
| 2013                 | T Bone Burnett Taylor Swift The Civil Wars                   | Die Tribute von Panem – The Hunger Games             | Safe und Sound                                                    | - Die Tribute von Panem – The Hunger Games – T Bone Burnett, Win Butler und Regine Chassagne für Abraham’s Daughter - Merida – Legende der Highlands – Mumfürd und Sons für Learn Me Right - Smash – Marc Shaiman und Scott Wittman für Let Me Be Your Star - The Muppets – Bret McKenzie für Man or Muppet | [ 27 ] |
| 2014                 | Adele Paul Epworth                                           | James Bond 007: Skyfall                              | Skyfall                                                           | - Die Tribute von Panem – Catching Fire – Guy Berryman, Jonny Buckland, Will Champion und Chris Martin für Atlas - Silver Linings – Diane Warren für „Silver Lining (Crazy 'Bout You)“ - Safe Haven – Wie ein Licht in der Nacht – Colbie Caillat und Gavin DeGraw für We Both Know - Der große Gatsby – Lana Del Rey und Rick Nowels für Young & Beautiful - Orange Is the New Black – Regina Spektor für You’ve Got Time | [ 28 ] |
| 2015                 | Kristen Anderson-Lopez Robert Lopez                          | Die Eiskönigin – Völlig unverfroren                  | Let It Go                                                         | - The LEGO Movie – The Lonely Island, Jo Li und Shawn Patterson für Everything Is Awesome - Der Hobbit: Smaugs Einöde – Ed Sheeran für I See Fire - Glen Campbell: I’ll Be Me – Glen Campbell und Julian Raymond für I’m Not Gonna Miss You - Her – Spike Jonze und Karen O für The Moon Song | [ 29 ] |
| 2016                 | Common Che Smith John Legend                                 | Selma                                                | Glory                                                             | - Fifty Shades of Grey – Belly, Jason Quenneville, Stephan Moccio und The Weeknd für Earned It - Fifty Shades of Grey – Ilya, Savan Kotecha, Max Martin, Tove Lo und Ali Payami für Love Me like You Do - Fast & Furious 7 – Andrew Cedar, DJ Frank E, Wiz Khalifa und Charlie Puth für See You Again - Freiwild – Tatort Universität – Lady Gaga und Diane Warren für Til It Happens to You | [ 30 ] |
| 2017                 | Max Martin Shellback Justin Timberlake                       | Trolls                                               | Can’t Stop the Feeling!                                           | - Suicide Squad – Tyler Joseph für Heathens - Alice im Wunderland: Hinter den Spiegeln – Oscar Holter, Max Martin, Pink und Shellback für Just Like Fire - Suicide Squad – Shamann Cooke, Sonny Moore und William Roberts für Purple Lamborghini - Zoomania – Sia Furler und Stargate für Try Everything - Snowden – Peter Gabriel für The Veil | [ 31 ] |
| 2018                 | Lin-Manuel Miranda                                           | Vaiana                                               | How Far I’ll Go                                                   | - La La Land – Justin Hurwitz, Benj Pasek und Justin Paul für City of Stars - Fifty Shades of Grey – Gefährliche Liebe – Jack Antonoff, Sam Dew und Taylor Swift für I Don’t Wanna Live Forever - Lion – Der lange Weg nach Hause – Greg Kurstin und Sia für Never Give Up - Marshall – Common und Diane Warren für Stand Up for Something | [ 32 ] |
| 2019                 | Lady Gaga, Mark Ronson, Anthony Rossomando und Andrew Wyatt  | A Star Is Born                                       | Shallow                                                           | - Black Panther – Kendrick Lamar, SZA, Al Shux, Mark Anthony Spears und Anthony Tiffith für All the Stars - Call Me by Your Name – Sufjan Stevens für Mystery of Love - Coco – Lebendiger als das Leben! – Kristen Anderson-Lopez und Robert Lopez für Remember Me - Greatest Showman – Benj Pasek und Justin Paul für This Is Me | [ 33 ] |
| 2020 26. Januar 2020 | Natalie Hemby, Lady Gaga, Hillary Lindsey und Aaron Raitiere | A Star Is Born                                       | I’ll Never Love Again (Film Version) (Lady Gagy & Bradley Cooper) | - A Toy Story: Alles hört auf kein Kommando – Randy Newman für The Ballad of the Lonesome Cowboy (Chris Stapleton) - Dumplin’ – Dolly Parton und Linda Perry für Girl in the Movies (Dolly Parton) - Der König der Löwen – Beyoncé Knowles-Carter, Timothy McKenzie und Ilya Salmanzadeh für Spirit (Beyoncé) - Suspiria – Thom Yorke für Suspirium (Thom Yorke) |        |
| 2021 31. Januar 2021 | Billie Eilish und Finneas O’Connell                          | No Time to Die                                       | No Time to Die                                                    | - Taylor Swift (Autoren: Andrew Lloyd Webber, Taylor Swift; Film: Cats) für Beautiful Ghosts - Brandi Carlile (Autoren: Brandi Carlile, Phil Hanseroth, Tim Hanseroth; Film: Onward) für Carried Me with You - Idina Menzel & Aurora (Autoren: Kristen Anderson-Lopez, Robert Lopez; Film: Frozen 2) für Into the Unknown - Cynthia Erivo (Autoren: Joshuah Brian Campbell, Cynthia Erivo; Film: Harriet) für Stand Up |        |
| 2022 3. April 2022   | Bo Burnham                                                   | Inside                                               | All Eyes on Me                                                    | - Agatha All Along von Kristen Anderson-Lopez & Robert Lopez featuring Kathryn Hahn, Eric Bradley, Greg Whipple, Jasper Randall & Gerald White (Autoren: Kristen Anderson-Lopez, Robert Lopez; Film: WandaVision, Episode 7) - All I Know So Far von Pink (Autoren: Alicia Moore, Benj Pasek, Justin Paul; Film: P!nk – All I Know So Far) - Fight for You von H.E.R. (Autoren: Dernst Emile II, H.E.R., Tiara Thomas; Film: Judas and the Black Messiah) - Here I Am (Singing My Way Home) von Jennifer Hudson (Autoren: Jamie Hartman, Jennifer Hudson, Carole King; Film: Respect) - Speak Now von Leslie Odom Jr. (Autoren: Sam Ashworth, Leslie Odom Jr.; Film: One Night in Miami …) |        |
| 2023 5. Februar 2023 | Carolina Gaitán – La Gaita                                   | Encanto                                              | We Don’t Talk About Bruno                                         | - Be Alive von Beyoncé (Autoren: Beyoncé, Darius Scott Dixson; Film: King Richard) - Carolina von Taylor Swift (Autorin: Taylor Swift; Film: Where the Crawdads Sing) - Hold My Hand von Lady Gaga (Autoren: Bloodpop, Stefani Germanotta; Film: Top Gun: Maverick) - Keep Rising (The Woman King) von Jessy Wilson featuring Angélique Kidjo (Autoren: Angélique Kidjo, Jeremy Lutito, Jessy Wilson; Film: The Woman King) - Nobody Like U von 4*Town, Jordan Fisher, Finneas O’Connell, Josh Levi, Topher Ngo & Grayson Villanueva (Autoren: Billie Eilish, Finneas O’Connell; Film: Turning Red)                                                                                        |        |
| 2024 4. Februar 2024 | Billie Eilish O’Connell, Finneas O’Connell                   | Barbie                                               | What Was I Made For? von Billie Eilish                            | - Barbie World von Nicki Minaj & Ice Spice featuring Aqua (Autoren: Isis Naija Gaston, Ephrem Louis Lopez Jr., Onika Maraj; Film: Barbie) - Dance the Night von Dua Lipa (Autoren: Caroline Ailin, Dua Lipa, Mark Ronson, Andrew Wyatt; Film: Barbie) - I’m Just Ken von Ryan Gosling (Autoren: Mark Ronson, Andrew Wyatt; Film: Barbie) - Lift Me Up von Rihanna (Autoren: Ryan Coogler, Ludwig Göransson, Robyn Fenty, Temilade Openiyi; Film: Black Panther: Wakanda Forever) |        |
| 2025 2. Februar 2025 | Jon Batiste, Dan Wilson                                      | American Symphony                                    | It Never Went Away von Jon Batiste                                | - Ain’t No Love in Oklahoma von Luke Combs (Autoren: Jessi Alexander, Luke Combs, Jonathan Singleton; Film: Twisters) - Better Place von *NSYNC & Justin Timberlake (Autoren: Amy Allen, Shellback, Justin Timberlake; Film: Trolls Band Together) - Can’t Catch Me Now von Olivia Rodrigo (Autoren: Daniel Nigro, Olivia Rodrigo; Film: The Hunger Games: The Ballad of Songbirds & Snakes) - Love Will Survive von Barbra Streisand (Autoren: Walter Afanasieff, Charlie Midnight, Kara Talve, Hans Zimmer; Film: The Tattooist of Auschwitz) |        |